# Liste de boissons au café
Cet article est une liste non exhaustive de boissons au café et couvre différents types de boissons au café notables.
| Boisson           | Illustration | Origine      | Nom français                  | Description |
| ----------------- | ------------ | ------------ | ----------------------------- | --- |
| Affogato          |              | Italie       | « Noyé »                      | Un affogato (en Italien "noyé") est une boisson ou un dessert à base de café. Le « style Affogato », qui se réfère à l'acte de garnir une boisson ou un dessert avec un expresso, peut également incorporer de la sauce au caramel ou au chocolat, une boule de crème glacée vanille, de l'Amaretto ou d'autres liqueurs,.                                                                                          |
| Americano         |              | Italie       | « Américain »                 | Expresso allongé d'eau chaude. A l'inverse du Long Black, l'eau est inséré après le café. |
| Arabe             |              | Yémen        | « Arabe »                     | |
| Asiático          |              | Espagne      | « Asiatique »                 | Carajillo de café avec du lait concentré, originaire de Murcie, accompagné de quelques gouttes de liqueur d'œuf, comme l'Advocaat, ou principalement du Licor 43 |
| Barbajada         |              | Italie       |                               | Boisson milanaise, tombée en désuétude avec du chocolat, du café, du lait et du sucre. |
| Barraquito        |              | Espagne      |                               | Spécialité canarienne semblable au café asiatique. Contient du lait, du lait concentré, de la cannelle, du zeste de citron et de la liqueur |
| Bicerin           |              | Italie       |                               | Boisson turinoise avec café, chocolat et crème de lait. |
| Black Russian     |              | Belgique     | « Russe noir »                | Cocktail à base de vodka et de liqueur de café |
| Boerenkoffie      |              | Belgique     | « Café de paysan »            | |
| Bombardino        |              | Italie       |                               | Cocktail chaud, originaire de Lombardie, à base de crème, de sabayon, de brandy et de café. |
| Bombón            |              | Espagne      |                               | Mélange de café (généralement un expresso) sucré avec du lait concentré et de l'eau |
| Brûlot charentais |              | France       | « Brûlot charentais »         | Café, froid au départ, réchauffé et flambé au cognac |
| Café au lait      |              | France       | « Café au lait »              | Café preparé avec du lait |
| Cappuccino        |              | Italie       |                               | Le cappuccino est traditionnellement préparé avec un expresso et du lait chaud. La surface est garnie de mousse obtenue avec du lait chauffé à la vapeur jusqu'à le faire mousser. |
| Cà phê đá         |              | Viêt Nam     | « Glacé vietnamien »          | Boisson vietnamienne composé de café torréfié et de lait concentré sucré |
| Cà phê trứng      |              | Viêt Nam     | « Aux œufs »                  | Boisson vietnamienne préparée traditionnellement avec des jaunes d’œufs, du sucre, du lait concentré et du café robusta |
| Carajillo         |              | Cuba         |                               | Café-goutte auquel on ajoute du brandy ou du rhum |
| Cold brew         |              | Japon        | « Pressé à froid »            | Il s'agit d'un café appelé infusé à froid, le marc de café trempant dans de l'eau à température ambiante pendant une période prolongée. |
| Cola de mono      |              | Chili        | « Queue de singe »            | Cocktail chilien réalisé à base de lait, sucre, café, clou de girofle, cannelle et eau-de-vie |
| Corretto          |              | Italie       | « Corrigé »                   | Café-goutte préparée avec un expresso auquel on ajoute un alcool, que ce soit de la liqueur ou un distillat. |
| Cortado           |              | Espagne      |                               | Café au lait d'origine espagnole. Expresso mélangé avec une quantité à peu près égale de lait chaud |
| Crème (en)        |              | Suisse       | « Crème »                     | Avec des proportions d'eau double au Lungo, celle-ci est pressée sous haute pression afin de créer la crème. |
| Dalgona           |              | Corée du Sud | « Dalgona »                   | |
| Espresso          |              | Italie       | « Court »                     | Servi en petite quantité dans de petites tasses l'expresso est extrait par pression), très concentré avec un fort arôme, il est obtenu par percolation sous haute pression, c'est-à-dire en faisant passer rapidement de l'eau chaude sous une pression de 9 bars (pression d'extraction optimale indiquée sur les manomètres des machines espresso professionnelles) à travers du café finement moulu et torréfié. |
| Espresso Martini  |              | Royaume-Uni  | « Espresso Martini »          | Cocktail à base de vodka, d'expresso, de liqueur de café et de sirop de sucre. |
| Expresso cubain   |              | Cuba         | « Cubain »                    | Expresso auquel de la cassonade est ajoutée lors de la préparation |
| Flat white        |              | Australie    |                               | Un flat white est un expresso avec une proportion similaire de café au lait comme un café latte et un cappuccino, la principale différence étant la texture du lait et (dans certaines régions) le nombre de doses d'espresso. La boisson est née en Australie et en Nouvelle-Zélande dans les années 1980 comme alternative au cappuccino.                                                                         |
| Frappé            |              | Grèce        | « Frappé »                    | Boisson froide, préparé avec du café instantané secoué dans un shaker avec un peu d'eau froide, du sucre et des glaçons, jusqu'à obtenir un mélange mousseux. Variante du café glacé. |
| Galão             |              | Portugal     | « Galão »                     | Mélange d'expresso et de mousse de lait, semblable au café au lait. |
| Indian filter     |              | Inde         | « Indien Filtré »             | Le café filtre indien est une boisson au café et à la chicorée préparée en mélangeant du lait mousseux et bouilli avec l'infusion obtenue par percolation de poudre de café finement moulue dans un filtre indien traditionnel. |
| Ipoh white        |              | Malaisie     | « Blanc »                     | |
| Irish             |              | Irlande      | « Irlandais »                 | Cocktail, à base de café chaud, de sucre roux, de whiskey (Irish whiskey) et de crème. |
| Karsk             |              | Norvège      | « Karsk »                     | Café accompagné de vodka ou de moonshine. |
| Latte             |              | Italie       | « Café au lait » « Renversé » | Différent du cappuccino par les proportions de lait, il s'agit un expresso auquel on ajoute du lait cuit à la vapeur (lait fouetté), généralement dans des proportions de 1:3 à 1:5 d'expresso et de lait, avec un peu de mousse sur le dessus. Il porte le nom de « Renversé » par le fait que la proportion de lait est supérieure à celle du café.                                                               |
| Latte macchiato   |              | Italie       |                               | Servi dans un verre à parois épaisses, haut et étroit, ne devant pas être confondu avec le caffè macchiato. Il est préparé simplement en commençant par le lait fouetté, suivi par la mousser de lait, avant l'insertion de l'expresso par-dessus (au contraire du cappuccino où l'ajout du lait et de la mousse de lait se fait dans l'expresso).                                                                  |
| Liégeois          |              | France       | « Liégeois »                  | Dessert-boisson à base de café froid, de crème glacée au café et à la vanille, et de crème chantilly, variante du café viennois |
| Long black        |              | Australie    | « Long noir »                 | Expresso allongé d'eau chaude. A l'inverse de l'americano, l'eau est inséré avant le café permettant la crème de l'expresso. |
| Lungo             |              | Italie       | « Allongé »                   | Expresso préparé avec deux fois plus d'eau |
| Macchiato         |              | Italie       | « Noisette »                  | Il s'agit d'un expresso sur lequel on verse une couche de mousse de lait chaud fouetté. Le tout est servi dans une tasse pour expresso ou fréquemment dans un verre (de préférence préchauffé) de façon que la couleur du café sous la couche de mousse et l'épaisseur de celle-ci soient visibles. Le café doit son nom à son apparence tachetée : macchiato signifie littéralement tacheté ou moucheté.           |
| Mazagran          |              | Algérie      | « Glacé »                     | Boisson froide dans laquelle le café préparé est versé sur des glaçons. Les versions portugaises peuvent utiliser de l'espresso, du citron, de la menthe et du rhum, et les versions autrichiennes sont servies avec un glaçon et incluent du rhum. |
| Mharssa           |              | Maroc        | « Cassé »                     | |
| Mocaccino         |              | Italie       | « Mocha »                     | Cappuccino, crème, cacao |
| Moretta           |              | Italie       | « Noirette »                  | Café-goutte originaire des Marches, auquel est ajouté de l'anisette, du brandy et du rhum en parts égales |
| Olla              |              | Mexique      |                               | Café aromatisé à la cannelle et au piloncillo |
| Queimada          |              | Espagne      |                               | Cocktail à base d'eau-de-vie galicienne aromatisé avec des herbes spéciales ou du café. |
| Ristretto         |              | Italie       | « Serré »                     | Variante de l'expresso préparé avec deux fois moins d'eau |
| Shakerato         |              | Italie       |                               | |
| Tía María         |              | Jamaïque     | « Au rhum »                   | Café-goutte à base de rhum |
| Touba             |              | Sénégal      | « Touba »                     | |
| Türk kahvesi      |              | Turquie      | « Café turc »                 | À base de café en décoction, la cuisson s'effectue dans une petite casserole de fer blanc ou de cuivre appelée cezve en Turquie et en Arménie, zazwa en Algérie et en Tunisie, briki (μπρίκι) en Grèce, ibric en Roumanie et différentes appellations dans les pays arabes : rakwa (ركوة) au Liban et en Syrie, kanaka (كنكة) en Égypte.                                                                            |
| Valdôtaine        |              | Italie       | « A la valdôtaine »           | |
| Viennois          |              | Autriche     | « Viennois »                  | Simple ou double expresso surmonté de lait battu avec de la crème fouettée et parsemé de chocolat |
| White Russian     |              | Belgique     | « Russe blanc »               | Cocktail dérivé du Black Russian, à base de vodka, de liqueur de café et de crème fraîche. |
| Yuanyang          |              | Hong Kong    |                               | Mélange de café et de thé au lait hongkongais. |